# Pepi II
Pepi II – NeferKaRe – władca starożytnego Egiptu z okresu Starego Państwa, z VI dynastii, syn faraona Pepiego I i królowej Anchnesmerire II (egip. Merire-żyje-dla-niej).

## Lata panowania i kontrowersje wokół długości rządów
- 2245-2180 p.n.e. (Schneider)
- 2279-2219 p.n.e. (Kwiatkowski)
- 2246-2152 p.n.e. (Tiradritti / De Luca)

Pepi II odziedziczył tron po swym przyrodnim bracie Merenre I w wieku 6 lat i panował 94 lata. Gdyby było to prawdą, stanowiłoby najdłuższy okres rządów w historii Egiptu i wszystkich monarchii świata. Taką wersję długości panowania podaje Maneton, Pseudo-Eratostenes, a potwierdza Kanon turyński i w związku z tym znajduje to uznanie u niektórych autorów (Helck, Hornung).
Liczba ta jednak jest też często odrzucana przez innych autorów dokonujących ogólnych analiz długości życia osób współczesnych władcy na podstawie informacji z ówczesnych czasów. Autorzy ci skłaniają się do rządów o długości od 64 (von Beckerath, Goedicke) do ponad 70 lat (Vercouter). Najwyższą z całą pewnością poprawnie odczytaną datą jest „rok po 31 spisie ludności”, czyli 64 rok panowania, zanotowany na graffiti w Hatnub.

## Genealogia

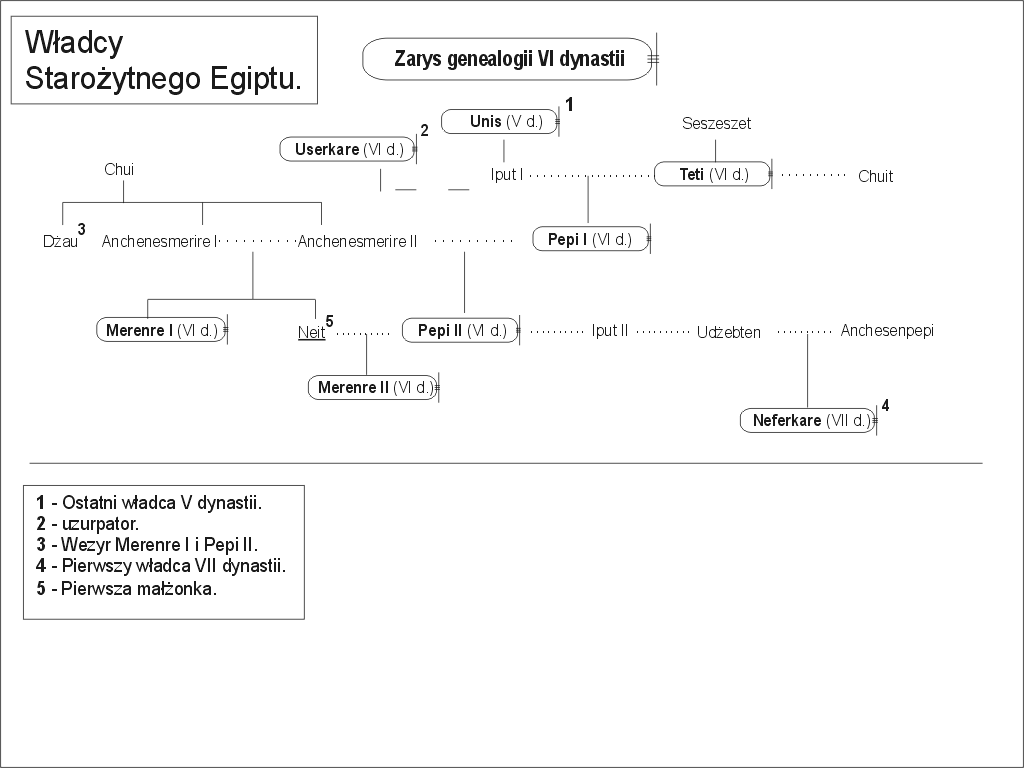
Zarys genealogii VI dynastii

Anchnesmerire I i Anchnesmerire II były córkami arystokraty z Abydos imieniem Chui i żonami Pepiego I. Pierwsza była matką następcy Pepiego I – Merenre I i księżniczki Neit – przyszłej żony Pepiego II, druga była matką następcy Merenre I – Pepiego II. Tak więc Merenre I i Pepi II byli przyrodnimi braćmi, a przyszła żona Pepiego II, księżniczka Neit, była jego przyrodnią siostrą. Syn Chui, Dżau, był wezyrem na dworze Merenre I i Pepiego II. Wszystkie te koligacje wskazują na wzmocnienie pozycji arystokracji z Abydos, którą władca chciał mocniej związać z domem panującym w celu ustabilizowania sytuacji w kraju oraz zapobieżenia secesji Południa.

## Żony
W ciągu swego długiego życia Pepi II pojął kilkanaście żon, z których na uwagę zasługują:
- Neit – matka Merenrego II Antiemzafa, następcy Pepiego II,
- Iput II,
- Udżebten,
- Anchnespepi III – matka Neferkare II – faraona VIII dynastii,
- Anchnespepi IV.

Małżeństwa w rodzinie królewskiej można określić jako kazirodcze, gdyż zgodnie z tradycją zawierane były pomiędzy blisko spokrewnionymi osobami – Neit była przyrodnią siostrą Pepiego II, a Iput jego bratanicą. Spośród wszystkich żon Pepiego II, dla Neit, Iput II i Udżebten zbudowano niewielkie piramidy i świątynie grobowe przy kompleksie grobowym Pepiego II w Sakkarze.

## Wczesne lata panowania
Matka Pepiego II, Anchenesmerire II najprawdopodobniej pełniła funkcję regentki we wczesnych latach jego panowania, sprawując władzę w imieniu swego małoletniego syna. Alabastrowa statua, znajdująca się obecnie w Muzeum Brooklyńskim, obrazuje młodego Pepiego II z insygniami władzy królewskiej, siedzącego na kolanach swej matki. Pomimo jego długiego panowania, rzeźba ta jest jedną z tylko trzech przedstawień tego szczególnego władcy. Prawdopodobnie w rządach współuczestniczył również brat Anchenesmerire, Dżau.
Nikłe wyobrażenie o charakterze małoletniego władcy może dać list, który wysłał on do Harchufa, gubernatora Asuanu, dowódcy ekspedycji handlowej do Nubii. Wyprawa, oprócz licznych dóbr, prowadziła Pigmeja, o czym wieść dotarła na dwór młodocianego władcy. Wywołało to zachwyt u króla, który wysłał do Harchufa list, obiecując sowite wynagrodzenie za dostarczenie na dwór żywego Pigmeja, który miał służyć jako ozdoba i rozrywka na dworze. List ten przetrwał w postaci drobiazgowych inskrypcji w grobowcu Harchufa.

## Kontakty zagraniczne
Uważa się, że Pepi II podtrzymywał tradycję swych poprzedników, kontynuując i pogłębiając stosunki (głównie handlowe) z sąsiadami z południa i wschodu. Egipt eksploatował złoża miedzi i turkusów w Uadi Maghara na Synaju. Istnieje przynajmniej jeden zapis, dokumentujący handlową wyprawę do Puntu oraz zapis o misji dyplomatycznej do Byblos w Palestynie. Następcą Harchufa był Pepinacht zwany Hekaib (Ten-który-włada-sercem). Poprowadził on wspomnianą już wyprawę do Byblos i dwie do Nubii.
Oprócz wypraw handlowych i dyplomatycznych, w okresie panowania Pepiego były organizowane również wyprawy wojenne. Przekazy mówiące o sukcesach militarnych tych wypraw oparte są głównie o sceny z królewskiej piramidy, ukazujące króla jako sfinksa depczącego swych wrogów, w tym również przywódcę libijskiego i jego rodzinę, są one jednak niemal identyczne ze scenami z kompleksu grobowego Sahure, co stawia pod znakiem zapytania prawdziwość ukazanych wydarzeń. Pod koniec panowania Pepiego II relacje międzypaństwowe uległy całkowitemu załamaniu, co stanowiło znak zbliżającego się rozkładu władzy centralnej.

## Schyłek Starego Państwa
Początki schyłku VI dynastii i całego okresu w historii Egiptu zwanego Starym Państwem datują się już za panowania Pepiego I, który pojął za żony dwie siostry, córki nomarchy Chui. Stały się one matkami przyszłych władców. Ich brat został później wezyrem na dworze królewskim. Wzrost wpływów lokalnych dygnitarzy, nomarchów, był głównym czynnikiem rozkładu władzy centralnej, gdyż urzędnicy ci, wraz z upływem wieloletniego panowania Pepiego II, stawali się niemal feudalnymi władcami lokalnymi, a w terytoriach im podległych obowiązywał dziedziczny system sprawowania władzy. Tradycyjne zwolnienie z podatków powiększało zamożność i niezależność nomarchów i urzędników państwowych, powodując zarazem stopniowy wzrost ich wpływów, a co za tym idzie wzrost ich realnej władzy i jednocześnie decentralizację władzy faraona. Gwałtownie rosła rywalizacja dostojników skupionych wokół dworu, co spowodowało lawinę urzędów dworskich, przechodzących stopniowo w godności wyłącznie tytularne. Następnego kroku w tym procesie dokonał sam faraon, dzieląc urząd wezyra na dwóch dygnitarzy – wezyrów Górnego i Dolnego Egiptu. Jeden rezydował w Memfis, a drugi w Tebach. W późniejszym okresie urząd wezyra Górnego Egiptu przenoszono wielokrotnie w różne miejsca. Niezwykle długie panowanie Pepiego II spowodowało skostnienie administracji państwowej oraz, co niezwykle znaczące, kryzys następstwa po nim.

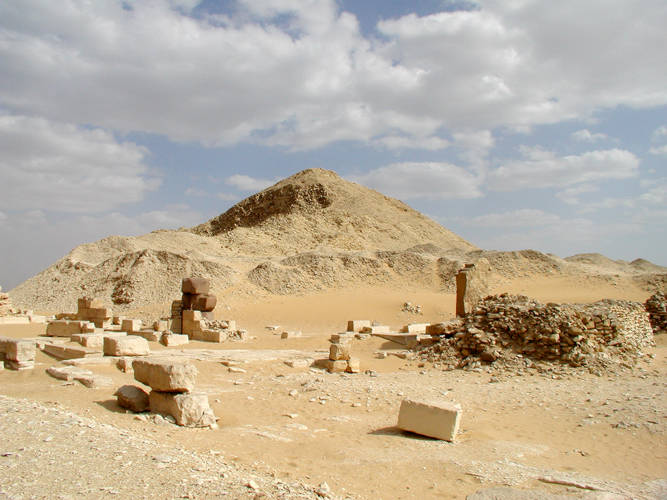
Piramida Pepiego II w Sakkarze

 (Znacznie lepiej udokumentowana jest podobna sytuacja, mająca miejsce za czasów XIX dynastii pod koniec 67-letniego panowania Ramzesa II).

## Kompleks grobowy
Został pochowany w piramidzie w Sakkarze w sąsiedztwie innych kompleksów grobowych władców Starego Państwa.

## Tytulatura
| G5 |

| G5 |

| nTr | xa | w |

| nTr | xa | w |

| nTr | xa | w |

| nTr | xa | w |

| G5 |

| G5 |

| nTr | xa | w |

| nTr | xa | w |

| nTr | xa | w |

| nTr | xa | w |

| G16 |

| G16 |

| nTr | xa | w |

| nTr | xa | w |

| nTr | xa | w |

| nTr | xa | w |

| G16 |

| G16 |

| nTr | xa | w |

| nTr | xa | w |

| nTr | xa | w |

| nTr | xa | w |

| M23 · X1 | L2 · X1 |

| M23 · X1 | L2 · X1 |

| N5 | F35 | D28 |

| N5 | F35 | D28 |

| N5 | F35 | D28 |

| N5 | F35 | D28 |

| M23 · X1 | L2 · X1 |

| M23 · X1 | L2 · X1 |

| N5 | F35 | D28 |

| N5 | F35 | D28 |

| N5 | F35 | D28 |

| N5 | F35 | D28 |

| G39 | N5 |

| G39 | N5 |

| p · p | i | i |

| p · p | i | i |

| p · p | i | i |

| p · p | i | i |

| G39 | N5 |

| G39 | N5 |

| p · p | i | i |

| p · p | i | i |

| p · p | i | i |

| p · p | i | i |